# Kytheras flygplats
Kytheras flygplats är en flygplats i Grekland.   Den ligger i prefekturen Nomós Piraiós och regionen Attika, i den södra delen av landet, 200 km söder om huvudstaden Aten. Kytheras flygplats ligger 318 meter över havet. Den ligger på ön Kythera.